# Bram Nuytinck
Bram Johan André Nuytinck (Heumen, 4 maggio 1990) è un calciatore olandese, difensore del N.E.C.

## Biografia
Nell'agosto 2022 ha avuto un figlio di nome Moos dalla compagna Nicoletta.

## Caratteristiche tecniche
È un difensore centrale di piede sinistro, forte fisicamente e bravo nel gioco aereo.

## Carriera

### Club

#### Gli inizi, NEC
Cresce nelle giovanili del N.E.C., di cui entra a far parte nel 2001. Esordisce in prima squadra il 23 dicembre 2009 nella gara di KNVB beker contro il Groningen. Il debutto in Eredivisie avviene, invece, il 30 gennaio 2010 nel gara interna contro lo Sparta Rotterdam (1-0). Chiude la stagione da titolare, realizzando anche due reti.
Nella stagione successiva si conferma titolare al centro della difesa, collezionando trentatré presenze e due reti.

#### Anderlecht
Il 31 agosto 2012 viene venduto ai belgi dell'Anderlecht. Conquista tre volte la Jupiler Pro League, totalizzando in cinque anni centocinquantotto presenze in tutte le competizioni, di cui ventotto fra Champions League ed Europa League.

#### Udinese e Sampdoria
Il 29 luglio 2017 viene ceduto all'Udinese, squadra partecipante alla Serie A: con i friulani firma un contratto quadriennale. Il 27 agosto, alla sua seconda presenza, sigla il suo primo gol in campionato, nella sconfitta per 3-2 sul campo della SPAL.
Dopo anni da titolare in cui gli viene dato il soprannome di "Brambo" (escluso il periodo con Igor Tudor, con cui ha avuto delle divergenze), nella stagione 2022-2023 il difensore perde il posto in squadra; anche per questo motivo, il 2 gennaio 2023 passa alla Sampdoria a titolo definitivo. Tuttavia, al termine del campionato la squadra blucerchiata retrocede in Serie B.

#### Ritorno in Olanda
In seguito al mancato rinnovo automatico con la Sampdoria, vista la retrocessione del club genovese, il 23 giugno 2023 Nuytinck passa a parametro zero al N.E.C., in Eredivisie, ritornando così al suo club d'origine dopo undici anni.

### Nazionale
Dopo aver collezionato una presenza in Under-20, debutta nella Nazionale olandese Under-21 il 2 settembre 2010 nella gara contro i pari età della Spagna, valida per le qualificazioni all'Europeo Under-21 2011.

## Statistiche

### Presenze e reti nei club
Statistiche aggiornate al 20 gennaio 2025.
| Stagione          | Squadra           | Campionato        | Campionato | Campionato | Coppe nazionali | Coppe nazionali | Coppe nazionali | Coppe continentali | Coppe continentali | Coppe continentali | Altre coppe | Altre coppe | Altre coppe | Totale | Totale |
| Stagione          | Squadra           | Comp              | Pres       | Reti       | Comp            | Pres            | Reti            | Comp               | Pres               | Reti               | Comp        | Pres        | Reti        | Pres   | Reti   |
| ----------------- | ----------------- | ----------------- | ---------- | ---------- | --------------- | --------------- | --------------- | ------------------ | ------------------ | ------------------ | ----------- | ----------- | ----------- | ------ | ------ |
| 2009-2010         | N.E.C.            | ED                | 13         | 2          | CO              | 1               | 0               | -                  | -                  | -                  | -           | -           | -           | 14     | 2      |
| 2010-2011         | N.E.C.            | ED                | 32         | 2          | CO              | 0               | 0               | -                  | -                  | -                  | -           | -           | -           | 32     | 2      |
| 2011-2012         | N.E.C.            | ED                | 25+2       | 2          | CO              | 2               | 0               | -                  | -                  | -                  | -           | -           | -           | 29     | 2      |
| ago. 2012         | N.E.C.            | ED                | 2          | 1          | CO              | 0               | 0               | -                  | -                  | -                  | -           | -           | -           | 2      | 1      |
| Totale N.E.C.     | Totale N.E.C.     | Totale N.E.C.     | 72+2       | 7          |                 | 3               | 0               |                    | -                  | -                  |             | -           | -           | 77     | 7      |
| ago. 2012-2013    | Anderlecht        | D1                | 33         | 1          | CB              | 5               | 0               | UCL                | 5                  | 0                  | SB          | -           | -           | 43     | 1      |
| 2013-2014         | Anderlecht        | D1                | 23         | 1          | CB              | 2               | 0               | UCL                | 5                  | 0                  | SB          | 1           | 0           | 31     | 1      |
| 2014-2015         | Anderlecht        | D1                | 11         | 0          | CB              | 1               | 0               | UCL+UEL            | 2+0                | 0                  | SB          | 1           | 0           | 15     | 0      |
| 2015-2016         | Anderlecht        | D1                | 18         | 2          | CB              | 2               | 0               | UEL                | 4                  | 0                  | -           | -           | -           | 24     | 2      |
| 2016-2017         | Anderlecht        | D1                | 30         | 1          | CB              | 2               | 0               | UCL+UEL            | 2+10               | 0                  | -           | -           | -           | 44     | 1      |
| Totale Anderlecht | Totale Anderlecht | Totale Anderlecht | 115        | 5          |                 | 12              | 0               |                    | 28                 | 0                  |             | 2           | 0           | 157    | 5      |
| 2017-2018         | Udinese           | A                 | 27         | 1          | CI              | 3               | 0               | -                  | -                  | -                  | -           | -           | -           | 30     | 1      |
| 2018-2019         | Udinese           | A                 | 27         | 0          | CI              | 0               | 0               | -                  | -                  | -                  | -           | -           | -           | 27     | 0      |
| 2019-2020         | Udinese           | A                 | 26         | 0          | CI              | 2               | 0               | -                  | -                  | -                  | -           | -           | -           | 28     | 0      |
| 2020-2021         | Udinese           | A                 | 20         | 1          | CI              | 1               | 0               | -                  | -                  | -                  | -           | -           | -           | 21     | 1      |
| 2021-2022         | Udinese           | A                 | 27         | 1          | CI              | 2               | 0               | -                  | -                  | -                  | -           | -           | -           | 29     | 1      |
| 2022-gen. 2023    | Udinese           | A                 | 6          | 0          | CI              | 2               | 0               | -                  | -                  | -                  | -           | -           | -           | 8      | 0      |
| Totale Udinese    | Totale Udinese    | Totale Udinese    | 133        | 3          |                 | 10              | 0               |                    | -                  | -                  |             | -           | -           | 143    | 3      |
| gen.-giu. 2023    | Sampdoria         | A                 | 19         | 0          | CI              | 0               | 0               | -                  | -                  | -                  | -           | -           | -           | 19     | 0      |
| 2023-2024         | N.E.C.            | ED                | 30         | 0          | CO              | 4               | 0               | UECL               | 1                  | 0                  | -           | -           | -           | 35     | 0      |
| 2024-2025         | N.E.C.            | ED                | 16         | 1          | CO              | 1               | 0               | -                  | -                  | -                  | -           | -           | -           | 17     | 1      |
| Totale N.E.C.     | Totale N.E.C.     | Totale N.E.C.     | 118+2      | 8          |                 | 8               | 0               |                    | 1                  | 0                  |             | -           | -           | 129    | 8      |
| Totale carriera   | Totale carriera   | Totale carriera   | 387        | 16         |                 | 30              | 0               |                    | 29                 | 0                  |             | 2           | 0           | 448    | 16     |

## Palmarès

### Club

#### Competizioni nazionali
- Campionato belga: 3

Anderlecht: 2012-2013, 2013-2014, 2016-2017
- Supercoppa del Belgio: 2

Anderlecht: 2013, 2014